# 國際籃球規則
國際籃球規則，是指正式籃球比賽所用的國際公認規例。

## 沿革
1892年，籃球發明者詹姆斯·奈史密斯制定了《青年會籃球規則》，原始規則只13條。1893年規則條文增加到23條，1897年增加對犯規罰球之規定。1904年，美國青年會男子籃球聯合會正式出版了第一本籃球規則。最遲在1915年，美國已制定統一的籃球競賽規則，並供應多種語文版本。1932年，國際業餘籃球聯合會（Fédération Internationale de Basketball Amateur）成立，並編訂第一份世界統一的《國際籃球規則》。隨籃球運動的發展，其規則亦同步修改。近年來，國際籃球規則變動依然頻繁。

## 基本規則
在開始球賽時，球員會在籃球場中圈裡進行跳球。球員就要用一切合法的方法，目的要把球投進籃中。籃球規則中訂明，球員只可以用手玩籃球，但不可以用拳打，而蓄意用下肢接觸球的更是違例。持球看的球員必须运动篮球才可以带着球走，只可以用單手拍球、傳球或投籃。
正規的球賽共分作四節，每一節10分鐘，若未能在正規比賽時間中取得勝利，就會進行加時賽，每節加時賽有5分鐘，如仍未能分出勝負，則會再進行，直至分出勝負為止。比賽中，每隊要在24秒內進攻，如果未能在24秒內把球投進或碰到我方球籃，就算違例，對方可得到控球權。球員投籃，成功的話一般是2分，如果是在三分線以外投籃的話，就會得到3分，而在罰球情況下成功的會有1分。

### FIBA規則
1. 國際籃球規則下的比賽為40分鐘，分四節，每節時為10分鐘。
2. 國際籃球球場的3分線距離籃框6.75米。
3. 國際籃球球場面積為28米*15米。
4. 國際籃球三秒面積為5.8米*4.9米的長方形。
5. 國際籃球比賽中每隊上半時允許請求兩次暫停；下半時允許請求三次，加時賽每節暫停1次。
6. 國際籃球的暫停時長為1分鐘。
7. 國際籃球每次進攻限制用時為24秒（必須在24秒內進攻）。
8. 國際籃球每場比賽個人限犯規限制次數為5次。
9. 國際籃球的罰球時間限制是5秒。
10. 國際籃球臨場裁判人數為3人。
11. 每場比賽超過犯規次數的罰球，國際籃球規則為每節球隊第5次犯規。
12. 當第二顆罰球裁判認為可以進行爭取球權，罰球者也可以一起爭取
13. 攻擊方不得在禁區待超過3秒 發球不得超過5秒。
14. 禁區為「衝撞免責區」意指進攻方撞人不犯規且在國際規則中防守者在禁區防守不起跳是阻擋犯規的。
15. 踩到三分線投籃算兩分

## 外部連結
- FIBA's Latest Official Rules（页面存档备份，存于）
- 篮球规则